# Till Tantau

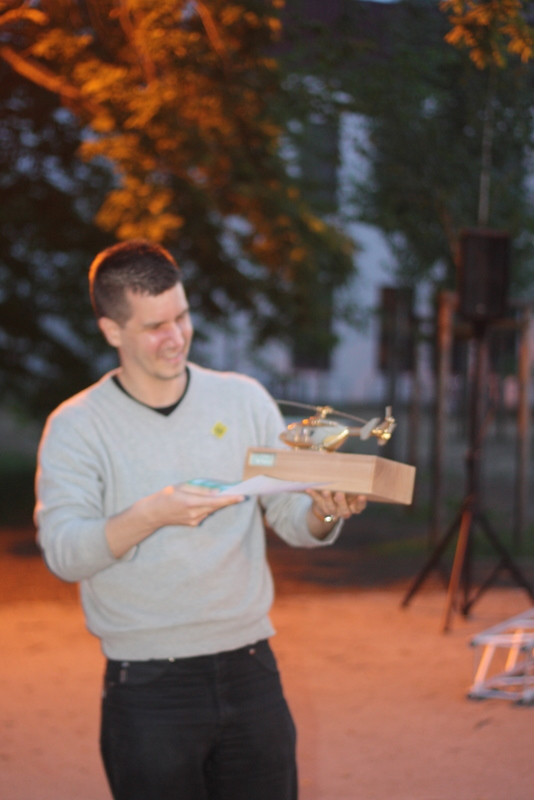
Till Tantau, 2010

Till Tantau (* 1975 in Berlin) ist ein deutscher theoretischer Informatiker. Er ist Professor am Institut für Theoretische Informatik der Universität zu Lübeck, dessen stellvertretender Direktor er ist, und Autor der LaTeX-Pakete Beamer und PGF/TikZ.

## Leben
Tantau verbrachte einen Teil seiner Jugend von 1984 bis 1990 in der namibischen Hauptstadt Windhoek. Nach dem Abitur 1994 in Berlin begann er sein Studium an der TU Berlin. 1999 erlangte er dort ein Diplom in Informatik, zwei Jahre später ein Diplom in Mathematik. Von 1999 bis 2005 war er, unterbrochen durch einen einjährigen Forschungsaufenthalt bei Richard M. Karp am International Computer Science Institute in Berkeley, wissenschaftlicher Mitarbeiter am Lehrstuhl von Dirk Siefkes.
2005 wurde er zum Professor an der Universität zu Lübeck berufen, 2008 wurde er zudem Studiendekan der MINT-Sektion. Seit 2014 ist er Vorsitzender des wissenschaftlichen Beirats des Bundeswettbewerbs Informatik. Er ist außerdem stellvertretender Sprecher der Fachgruppe Komplexität der Gesellschaft für Informatik.
Er lebt seit 2007 in eingetragener Lebenspartnerschaft mit Carsten Lenz.

## Forschung
Tantau forscht vorwiegend in der Komplexitätstheorie, insbesondere hinsichtlich sogenannter Logspace-Problem und der Beschreibungskomplexität von Informationen. Einer seiner Arbeitsschwerpunkte ist die Reduktion, zum Beispiel durch effiziente Lösung bestimmter Untermengen von Problemen der Komplexitätsklasse NP mittels parametrisierter Algorithmen sowie die Lösung von Entscheidungsproblemen oder Behälterproblemen durch Abbildung auf Graphen. Außerdem leistete er Beiträge im Bereich Approximationsalgorithmen sowie in der Graphentheorie im Allgemeinen.
Seine Arbeit findet in der Bioinformatik Anwendung, insbesondere in der Phylogenetik, welche unter anderem von der Komplexitätsreduktion bei der Verarbeitung großer Datensätze, zur Inferenz bisher unerkannter Beziehungen, profitiert.

## Schriften (Auswahl)
- On structural similarities of finite automata and turing machine enumerability classes. Wissenschaft-und-Technik-Verlag, Berlin 2003, ISBN 3-89685-200-0 (Zugleich: Dissertation, TU Berlin, 2003).
- Logspace Optimisation Problems and their Approximation Properties. In: ECCC Report. Band 77, Oktober 2003, ISSN 1433-8092.
- Mit Arfst Nickelsen: The Complexity of Finding Paths in Graphs with Bounded Independence Number. In: SIAM Journal on Computing. Band 34, Nr. 5, 2005, S. 1176–1195, doi:10.1137/S0097539704441642.
- Tik Z and pgf. Manual for version 1.18. Boston University, 2007.
- Mit Jens Gramm, Till Nierhoff und Roded Sharan: Haplotyping with missing data via perfect path phylogenies. In: Discrete Applied Mathematics. Band 155, Nr. 6–7, April 2007, S. 788–805, doi:10.1016/j.dam.2005.09.020.
- Logspace Optimization Problems and Their Approximability Properties. In: Theory of Computing Systems. Band 41, 2007, S. 327–350, doi:10.1007/s00224-007-2011-1.
- Mit Jens Gramm und Arfst Nickelsen: Fixed-Parameter Algorithms in Phylogenetics. In: The Computer Journal. Band 51, Nr. 1, Januar 2008, S. 79–101, doi:10.1093/comjnl/bxm049.
- Mit Michael Elberfeld und Andreas Jakoby: Logspace Versions of the Theorems of Bodlaender and Courcelle. In: 2010 IEEE 51st Annual Symposium on Foundations of Computer Science. 2010, ISSN 0272-5428, S. 143–152, doi:10.1109/FOCS.2010.21.
- Mit Michael Elberfeld und Christoph Stockhusen: On the Space and Circuit Complexity of Parameterized Problems: Classes and Completeness. In: Algorithmica. Band 71, 2015, S. 661–701, doi:10.1007/s00453-014-9944-y.
- mit Bettina Jansen-Schulz (Hrsg.): Excellent Teaching. Principles, Structures and Requirements. wbv Media, Bielefeld 2018, ISBN 978-3-7639-5991-4.
- Mit Max Bannach, Zacharias Heinrich und Rüdiger Reischuk: Dynamic Kernels for Hitting Sets and Set Packing. In: ECCC Report. Band 146, Oktober 2019, ISSN 1433-8092.
- Mit Max Bannach und Florian Chudigiewitsch: Existential Second-Order Logic Over Graphs: Parameterized Complexity. Oktober 2023 (arxiv.org [PDF; 421 kB; abgerufen am 28. Mai 2024]).

## Auszeichnungen/Erfolge
- Bundessieger Informatik beim Bundeswettbewerb Informatik (1992)
- Silbermedaille bei der Internationalen Informatik-Olympiade in Mendoza, Argentinien (1993)
- Erwin-Stephan-Preis der TU Berlin (1999)
- Lehrpreis „Heliprof“ der Studierenden der MINT-Sektionen der Universität zu Lübeck (2007, 2010, 2014, 2018, 2021)[8]